# Blue Cross Arena

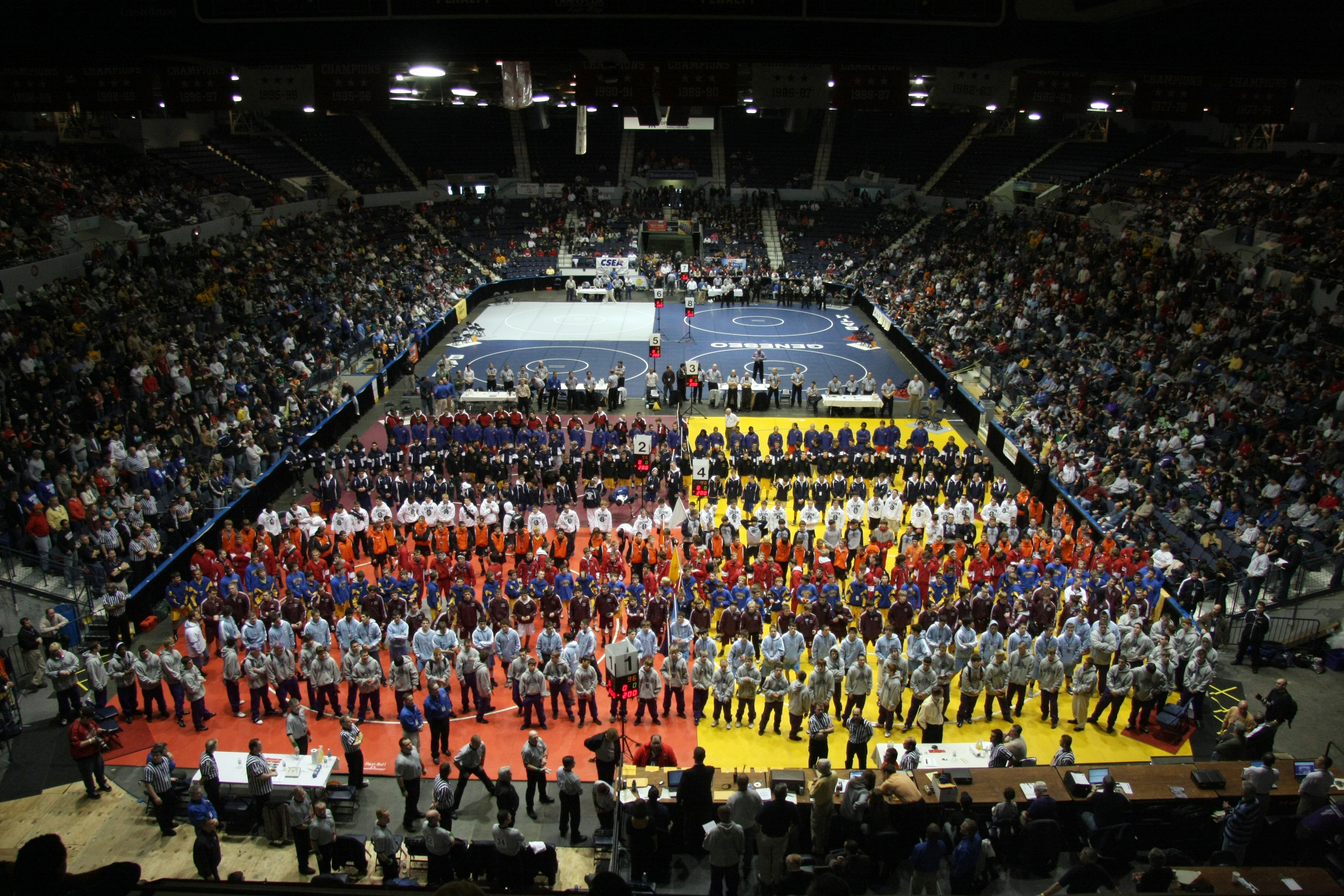
Interior del Blue Cross Arena.

El Blue Cross Arena, también conocido originalmente como Rochester Community War Memorial y popularmente War Memorial, es un pabellón multiusos situado en Rochester, Nueva York. Tiene una capacidad para 12 428 espectadores en el baloncesto y 10 669 en hockey sobre hielo y lacrosse, y fue inaugurado en 1955. Fue la sede de los Rochester Royals de la NBA entre 1955 y 1957.

## Historia
Originalmente denominado Rochester Community War Memorial, el estadio abrió sus puertas el 18 de octubre de 1955. El edificio incluía un escenario completo en el extremo sur y una sala de exposiciones situada en la planta sótano.
El 13 de marzo de 1986 comenzaron las obras de remodelación del estadio, con una inversión de 41 millones de dólares, que eliminaron el escenario permanente, creando una grada que rodea todo el terreno de juego. El 24 de julio de 1998, se cambia el nombre por el actual Blue Cross Arena por motivos de patrocinio, reinaugurándose el 18 de septiembre de ese mismo año.

## Eventos

### Eventos deportivos
El 24 de febrero de 1956 fue la sede del All-Star Game de la NBA, en el que se dieron cita 8517 espectadores, y que acabó con victoria de la Conferencia Oeste.

### Conciertos y espectáculos
A lo largo de su historia han sido numerosos los conciertos celebrados en sus instalaciones, destacando Bruce Springsteen, con 4 conciertos, Keith Urban con 3, o Neil Diamond, Cher y Green Day con 2, aunque también por su escenario han pasado gente como Bon Jovi, The Jackson 5, Mötley Crüe, Bob Dylan, Iron Maiden o The Who, entre muchos otros.